# Liga Mundial de Voleibol de 2010
A Liga Mundial de Voleibol de 2010 foi a 21ª edição do torneio anual de voleibol masculino promovido pela Federação Internacional de Voleibol (FIVB).
Consistindo de duas fases, as dezesseis equipes participantes disputaram a etapa intercontinental entre 4 de junho e 10 de julho. A equipes classificadas disputaram a fase final em Córdoba, na Argentina, entre 21 e 25 de julho.
Pelo segundo ano consecutivo, o Brasil conquistou o título derrotando a Rússia por 3 sets a 1 na final. Foi o nono título da seleção brasileira, ultrapassando a Itália em número de conquistas, e tornando-se a nação mais vitoriosa da Liga Mundial.

## Qualificatória
Quatro equipes participaram do primeiro processo de qualificação para a Liga Mundial. Cada uma das confederações filiadas à FIVB teve o direito de indicar um representante através de torneios qualificatórios ou nomeação direta, definido por cada entidade.
| CEV - Alemanha NORCECA - México | AVC - Irã CAVB - Egito |

A Alemanha enfrentou o México, e o Egito enfrentou o Irã no segundo semestre de 2009. Os vencedores de cada confronto enfrentaram as equipes com pior aproveitamento na edição 2009 da Liga Mundial: Japão (15º) e Venezuela (16º). Alemanha e Egito passaram pelas duas etapas e se classificaram para a Liga Mundial de 2010.

## Fórmula de disputa
As dezesseis equipes participantes foram divididas em quatro grupos de quatro na fase intercontinental, disputada durante os meses de junho e julho. Nesta fase, cada equipe realizou dois jogos por fim de semana contra cada equipe do grupo, sendo um par em casa e outro na casa adversária, totalizando 12 jogos.
As quatro equipes de cada grupo que finalizaram com o maior número de pontos na fase intercontinental, mais a seleção do país sede e a melhor equipe entre os segundos colocados, disputaram a fase final na Argentina. Nesta última fase, as seis equipes foram divididas em dois grupos de três equipes cada, realizando uma partida contra cada adversário do grupo. As duas primeiras colocadas de cada grupo avançaram às semifinais, jogando a primeira contra a segunda colocada do outro grupo, com as vencedoras se enfrentando na final.
As duas equipes com o pior aproveitamento na fase intercontinental precisaram disputar a qualificatória para confirmar a vaga na Liga Mundial de 2011.

## Grupos
| Grupo A                                           | Grupo B                          | Grupo C                                     | Grupo D                               |
| ------------------------------------------------- | -------------------------------- | ------------------------------------------- | ------------------------------------- |
| Brasil · Bulgária · Países Baixos · Coreia do Sul | Sérvia · Itália · França · China | Rússia · Estados Unidos · Finlândia · Egito | Cuba · Argentina · Polônia · Alemanha |

## Fase intercontinental
A pontuação da fase qualificatória obedece ao seguinte critério:
- Vitória por 3 sets a 0 ou 3 a 1: 3 pontos para o vencedor;
- Vitória por 3 sets a 2: 2 pontos para o vencedor e 1 ponto para o perdedor.

### Grupo A
|     |               |     | Jogos | Jogos | Jogos | Pontos | Pontos | Pontos | Sets | Sets | Sets  |
| Pos | Equipe        | Pts | T     | V     | D     | V      | P      | R      | V    | P    | R     |
| --- | ------------- | --- | ----- | ----- | ----- | ------ | ------ | ------ | ---- | ---- | ----- |
| 1   | Brasil        | 30  | 12    | 11    | 1     | 1172   | 1028   | 1.140  | 33   | 16   | 2.063 |
| 2   | Bulgária      | 26  | 12    | 8     | 4     | 1029   | 956    | 1.076  | 30   | 13   | 2.308 |
| 3   | Países Baixos | 16  | 12    | 5     | 7     | 920    | 963    | 0.955  | 19   | 22   | 0.864 |
| 4   | Coreia do Sul | 0   | 12    | 0     | 12    | 856    | 1030   | 0.831  | 5    | 36   | 0.139 |

1ª rodada
| Data  |               | Placar |               | 1º Set | 2º Set | 3º Set | 4º Set | 5º Set | Total  |
| ----- | ------------- | ------ | ------------- | ------ | ------ | ------ | ------ | ------ | ------ |
| 4 Jun | Brasil        | 3–1    | Bulgária      | 22–25  | 25–20  | 26–24  | 25–23  |        | 98–92  |
| 5 Jun | Coreia do Sul | 0–3    | Países Baixos | 23–25  | 21–25  | 20–25  |        |        | 64–75  |
| 5 Jun | Brasil        | 3–2    | Bulgária      | 24–26  | 25–19  | 25–15  | 22–25  | 15–9   | 111–94 |
| 6 Jun | Coreia do Sul | 0–3    | Países Baixos | 18–25  | 19–25  | 18–25  |        |        | 55–75  |

2ª rodada
| Data   |               | Placar |               | 1º Set | 2º Set | 3º Set | 4º Set | 5º Set | Total  |
| ------ | ------------- | ------ | ------------- | ------ | ------ | ------ | ------ | ------ | ------ |
| 12 Jun | Coreia do Sul | 0–3    | Bulgária      | 19–25  | 19–25  | 20–25  |        |        | 58–75  |
| 12 Jun | Brasil        | 0–3    | Países Baixos | 24–26  | 23–25  | 23–25  |        |        | 70–76  |
| 13 Jun | Coreia do Sul | 0–3    | Bulgária      | 22–25  | 21–25  | 22–25  |        |        | 65–75  |
| 13 Jun | Brasil        | 3–1    | Países Baixos | 25–14  | 25–27  | 25–18  | 25–19  |        | 100–78 |

3ª rodada
| Data   |               | Placar |               | 1º Set | 2º Set | 3º Set | 4º Set | 5º Set | Total |
| ------ | ------------- | ------ | ------------- | ------ | ------ | ------ | ------ | ------ | ----- |
| 18 Jun | Brasil        | 3–1    | Coreia do Sul | 23–25  | 25–14  | 25–20  | 25–21  |        | 98–80 |
| 19 Jun | Países Baixos | 0–3    | Bulgária      | 19–25  | 22–25  | 23–25  |        |        | 64–75 |
| 19 Jun | Brasil        | 3–0    | Coreia do Sul | 25–19  | 25–15  | 25–19  |        |        | 75–53 |
| 20 Jun | Países Baixos | 0–3    | Bulgária      | 21–25  | 20–25  | 22–25  |        |        | 63–75 |

4ª rodada
| Data   |               | Placar |               | 1º Set | 2º Set | 3º Set | 4º Set | 5º Set | Total  |
| ------ | ------------- | ------ | ------------- | ------ | ------ | ------ | ------ | ------ | ------ |
| 26 Jun | Países Baixos | 1–3    | Brasil        | 20–25  | 25–23  | 24–26  | 16–25  |        | 85–99  |
| 26 Jun | Bulgária      | 3–0    | Coreia do Sul | 25–23  | 25–20  | 25–16  |        |        | 75–59  |
| 27 Jun | Países Baixos | 2–3    | Brasil        | 25–19  | 25–23  | 22–25  | 17–25  | 10–15  | 99–107 |
| 27 Jun | Bulgária      | 3–1    | Coreia do Sul | 31–29  | 25–21  | 22–25  | 25–23  |        | 103–98 |

5ª rodada
| Data  |               | Placar |               | 1º Set | 2º Set | 3º Set | 4º Set | 5º Set | Total |
| ----- | ------------- | ------ | ------------- | ------ | ------ | ------ | ------ | ------ | ----- |
| 3 Jul | Coreia do Sul | 1–3    | Brasil        | 25–27  | 21–25  | 25–22  | 13–25  |        | 84–99 |
| 3 Jul | Bulgária      | 3–0    | Países Baixos | 25–9   | 25–17  | 27–25  |        |        | 77–51 |
| 4 Jul | Coreia do Sul | 1–3    | Brasil        | 18–25  | 23–25  | 25–23  | 15–25  |        | 81–98 |
| 4 Jul | Bulgária      | 3–0    | Países Baixos | 25–22  | 25–20  | 32–30  |        |        | 82–72 |

6ª rodada
| Data  |               | Placar |               | 1º Set | 2º Set | 3º Set | 4º Set | 5º Set | Total   |
| ----- | ------------- | ------ | ------------- | ------ | ------ | ------ | ------ | ------ | ------- |
| 8 Jul | Países Baixos | 3–0    | Coreia do Sul | 31–29  | 28–26  | 25–21  |        |        | 84–76   |
| 8 Jul | Bulgária      | 1–3    | Brasil        | 22–25  | 23–25  | 25–23  | 24–26  |        | 94–99   |
| 9 Jul | Bulgária      | 2–3    | Brasil        | 21–25  | 26–24  | 31–29  | 22–25  | 12–15  | 112–118 |
| 9 Jul | Países Baixos | 3–1    | Coreia do Sul | 25–17  | 23–25  | 25–18  | 25–23  |        | 98–83   |

### Grupo B
|     |        |     | Jogos | Jogos | Jogos | Pontos | Pontos | Pontos | Sets | Sets | Sets  |
| Pos | Equipe | Pts | T     | V     | D     | V      | P      | R      | V    | P    | R     |
| --- | ------ | --- | ----- | ----- | ----- | ------ | ------ | ------ | ---- | ---- | ----- |
| 1   | Itália | 28  | 12    | 9     | 3     | 1098   | 999    | 1.099  | 33   | 15   | 2.200 |
| 2   | Sérvia | 26  | 12    | 9     | 3     | 1109   | 1043   | 1.063  | 32   | 18   | 1.778 |
| 3   | França | 12  | 12    | 5     | 7     | 1073   | 1094   | 0.981  | 20   | 29   | 0.690 |
| 4   | China  | 6   | 12    | 1     | 11    | 916    | 1060   | 0.864  | 11   | 34   | 0.324 |

1ª rodada
| Data  |        | Placar |        | 1º Set | 2º Set | 3º Set | 4º Set | 5º Set | Total   |
| ----- | ------ | ------ | ------ | ------ | ------ | ------ | ------ | ------ | ------- |
| 4 Jun | Sérvia | 3–0    | China  | 25–20  | 25–21  | 25–20  |        |        | 75–61   |
| 4 Jun | Itália | 3–0    | França | 27–25  | 26–24  | 25–17  |        |        | 78–66   |
| 5 Jun | Itália | 3–2    | França | 25–22  | 25–23  | 29–31  | 24–26  | 15–10  | 118–112 |
| 6 Jun | Sérvia | 3–1    | China  | 25–18  | 25–21  | 22–25  | 25–14  |        | 97–78   |

2ª rodada
| Data   |        | Placar |        | 1º Set | 2º Set | 3º Set | 4º Set | 5º Set | Total |
| ------ | ------ | ------ | ------ | ------ | ------ | ------ | ------ | ------ | ----- |
| 10 Jun | França | 0–3    | Sérvia | 21–25  | 23–25  | 23–25  |        |        | 67–75 |
| 11 Jun | Itália | 3–0    | China  | 25–21  | 25–18  | 25–18  |        |        | 75–57 |
| 12 Jun | França | 0–3    | Sérvia | 20–25  | 21–25  | 21–25  |        |        | 62–75 |
| 13 Jun | Itália | 3–0    | China  | 25–15  | 25–22  | 25–22  |        |        | 75–59 |

3ª rodada
| Data   |        | Placar |        | 1º Set | 2º Set | 3º Set | 4º Set | 5º Set | Total   |
| ------ | ------ | ------ | ------ | ------ | ------ | ------ | ------ | ------ | ------- |
| 18 Jun | Itália | 2–3    | Sérvia | 25–20  | 19–25  | 16–25  | 25–12  | 12–15  | 97–97   |
| 18 Jun | França | 3–0    | China  | 25–20  | 25–18  | 27–25  |        |        | 77–63   |
| 19 Jun | França | 1–3    | China  | 25–16  | 22–25  | 22–25  | 22–25  |        | 91–91   |
| 20 Jun | Itália | 3–2    | Sérvia | 21–25  | 25–20  | 25–18  | 20–25  | 15–13  | 106–101 |

4ª rodada
| Data   |        | Placar |        | 1º Set | 2º Set | 3º Set | 4º Set | 5º Set | Total   |
| ------ | ------ | ------ | ------ | ------ | ------ | ------ | ------ | ------ | ------- |
| 25 Jun | França | 3–2    | Itália | 19–25  | 25–19  | 25–20  | 17–25  | 15–13  | 101–102 |
| 26 Jun | China  | 1–3    | Sérvia | 25–23  | 22–25  | 16–25  | 16–25  |        | 79–98   |
| 27 Jun | China  | 2–3    | Sérvia | 25–21  | 23–25  | 17–25  | 25–21  | 11–15  | 101–107 |
| 27 Jun | França | 1–3    | Itália | 19–25  | 22–25  | 25–23  | 23–25  |        | 89–98   |

5ª rodada
| Data  |        | Placar |        | 1º Set | 2º Set | 3º Set | 4º Set | 5º Set | Total   |
| ----- | ------ | ------ | ------ | ------ | ------ | ------ | ------ | ------ | ------- |
| 2 Jul | China  | 0–3    | Itália | 20–25  | 22–25  | 20–25  |        |        | 62–75   |
| 2 Jul | Sérvia | 3–1    | França | 16–25  | 25–20  | 25–23  | 25–23  |        | 91–91   |
| 3 Jul | China  | 0–3    | Itália | 17–25  | 25–27  | 21–25  |        |        | 63–77   |
| 4 Jul | Sérvia | 2–3    | França | 23–25  | 25–18  | 25–21  | 20–25  | 8–15   | 101–104 |

6ª rodada
| Data   |        | Placar |        | 1º Set | 2º Set | 3º Set | 4º Set | 5º Set | Total   |
| ------ | ------ | ------ | ------ | ------ | ------ | ------ | ------ | ------ | ------- |
| 7 Jul  | Sérvia | 1–3    | Itália | 25–23  | 19–25  | 22–25  | 19–25  |        | 85–98   |
| 8 Jul  | Sérvia | 3–2    | Itália | 21–25  | 21–25  | 25–23  | 25–20  | 15–6   | 107–99  |
| 9 Jul  | China  | 2–3    | França | 21–25  | 22–25  | 25–22  | 25–23  | 14–16  | 107–111 |
| 10 Jul | China  | 2–3    | França | 16–25  | 25–18  | 25–19  | 21–25  | 8–15   | 95–102  |

### Grupo C
|     |                |     | Jogos | Jogos | Jogos | Pontos | Pontos | Pontos | Sets | Sets | Sets  |
| Pos | Equipe         | Pts | T     | V     | D     | V      | P      | R      | V    | P    | R     |
| --- | -------------- | --- | ----- | ----- | ----- | ------ | ------ | ------ | ---- | ---- | ----- |
| 1   | Rússia         | 29  | 12    | 10    | 2     | 1024   | 847    | 1.209  | 31   | 12   | 2.583 |
| 2   | Estados Unidos | 23  | 12    | 8     | 4     | 1079   | 1082   | 0.997  | 28   | 21   | 1.333 |
| 3   | Finlândia      | 12  | 12    | 4     | 8     | 987    | 1042   | 0.947  | 18   | 28   | 0.643 |
| 4   | Egito          | 8   | 12    | 2     | 10    | 973    | 1092   | 0.891  | 16   | 32   | 0.500 |

1ª rodada
| Data  |           | Placar |                | 1º Set | 2º Set | 3º Set | 4º Set | 5º Set | Total   |
| ----- | --------- | ------ | -------------- | ------ | ------ | ------ | ------ | ------ | ------- |
| 4 Jun | Rússia    | 3–0    | Estados Unidos | 25–15  | 26–24  | 25–14  |        |        | 76–53   |
| 5 Jun | Rússia    | 3–1    | Estados Unidos | 25–14  | 25–22  | 21–25  | 25–21  |        | 96–82   |
| 5 Jun | Finlândia | 2–3    | Egito          | 25–23  | 24–26  | 16–25  | 25–20  | 13–15  | 103–109 |
| 6 Jun | Finlândia | 3–1    | Egito          | 25–22  | 23–25  | 25–20  | 25–19  |        | 98–86   |

2ª rodada
| Data   |           | Placar |                | 1º Set | 2º Set | 3º Set | 4º Set | 5º Set | Total  |
| ------ | --------- | ------ | -------------- | ------ | ------ | ------ | ------ | ------ | ------ |
| 11 Jun | Rússia    | 3–1    | Egito          | 26–24  | 22–25  | 25–21  | 25–15  |        | 98–85  |
| 11 Jun | Finlândia | 1–3    | Estados Unidos | 27–25  | 18–25  | 25–27  | 18–25  |        | 88–102 |
| 12 Jun | Rússia    | 3–2    | Egito          | 23–25  | 25–19  | 25–17  | 22–25  | 15–8   | 110–94 |
| 12 Jun | Finlândia | 1–3    | Estados Unidos | 25–18  | 23–25  | 21–25  | 26–28  |        | 95–96  |

3ª rodada
| Data   |                | Placar |           | 1º Set | 2º Set | 3º Set | 4º Set | 5º Set | Total |
| ------ | -------------- | ------ | --------- | ------ | ------ | ------ | ------ | ------ | ----- |
| 18 Jun | Rússia         | 3–0    | Finlândia | 25–16  | 25–21  | 25–18  |        |        | 75–55 |
| 18 Jun | Estados Unidos | 3–1    | Egito     | 25–19  | 25–15  | 14–25  | 25–21  |        | 89–80 |
| 19 Jun | Rússia         | 3–1    | Finlândia | 25–18  | 25–16  | 18–25  | 25–18  |        | 93–77 |
| 19 Jun | Estados Unidos | 3–1    | Egito     | 25–20  | 25–22  | 11–25  | 25–14  |        | 86–81 |

4ª rodada
| Data   |                | Placar |           | 1º Set | 2º Set | 3º Set | 4º Set | 5º Set | Total  |
| ------ | -------------- | ------ | --------- | ------ | ------ | ------ | ------ | ------ | ------ |
| 25 Jun | Egito          | 0–3    | Rússia    | 18–25  | 18–25  | 16–25  |        |        | 52–75  |
| 25 Jun | Estados Unidos | 2–3    | Finlândia | 22–25  | 25–14  | 20–25  | 25–19  | 11–15  | 103–98 |
| 26 Jun | Egito          | 0–3    | Rússia    | 17–25  | 12–25  | 18–25  |        |        | 47–75  |
| 26 Jun | Estados Unidos | 3–1    | Finlândia | 25–21  | 18–25  | 25–19  | 25–23  |        | 93–88  |

5ª rodada
| Data  |           | Placar |                | 1º Set | 2º Set | 3º Set | 4º Set | 5º Set | Total   |
| ----- | --------- | ------ | -------------- | ------ | ------ | ------ | ------ | ------ | ------- |
| 2 Jul | Finlândia | 0–3    | Rússia         | 20–25  | 19–25  | 14–25  |        |        | 53–75   |
| 2 Jul | Egito     | 2–3    | Estados Unidos | 25–20  | 29–31  | 17–25  | 25–21  | 12–15  | 108–112 |
| 3 Jul | Finlândia | 3–1    | Rússia         | 25–18  | 18–25  | 25–23  | 25–19  |        | 93–85   |
| 3 Jul | Egito     | 2–3    | Estados Unidos | 25–20  | 18–25  | 25–19  | 22–25  | 16–18  | 106–107 |

6ª rodada
| Data   |                | Placar |           | 1º Set | 2º Set | 3º Set | 4º Set | 5º Set | Total |
| ------ | -------------- | ------ | --------- | ------ | ------ | ------ | ------ | ------ | ----- |
| 7 Jul  | Egito          | 0–3    | Finlândia | 18–25  | 18–25  | 14–25  |        |        | 50–75 |
| 8 Jul  | Egito          | 3–0    | Finlândia | 25–23  | 25–19  | 25–22  |        |        | 75–64 |
| 9 Jul  | Estados Unidos | 3–0    | Rússia    | 25–21  | 27–25  | 25–23  |        |        | 77–69 |
| 10 Jul | Estados Unidos | 1–3    | Rússia    | 18–25  | 25–22  | 17–25  | 19–25  |        | 79–97 |

### Grupo D
|     |           |     | Jogos | Jogos | Jogos | Pontos | Pontos | Pontos | Sets | Sets | Sets  |
| Pos | Equipe    | Pts | T     | V     | D     | V      | P      | R      | V    | P    | R     |
| --- | --------- | --- | ----- | ----- | ----- | ------ | ------ | ------ | ---- | ---- | ----- |
| 1   | Cuba      | 29  | 12    | 11    | 1     | 1112   | 1035   | 1.074  | 33   | 15   | 2.200 |
| 2   | Alemanha  | 21  | 12    | 7     | 5     | 1102   | 1061   | 1.039  | 26   | 21   | 1.238 |
| 3   | Polônia   | 19  | 12    | 6     | 6     | 1093   | 1084   | 1.008  | 24   | 24   | 1,000 |
| 4   | Argentina | 3   | 12    | 0     | 12    | 1054   | 1181   | 0.892  | 13   | 36   | 0.361 |

1ª rodada
| Data  |          | Placar |           | 1º Set | 2º Set | 3º Set | 4º Set | 5º Set | Total   |
| ----- | -------- | ------ | --------- | ------ | ------ | ------ | ------ | ------ | ------- |
| 4 Jun | Cuba     | 3–1    | Argentina | 25–23  | 25–20  | 21–25  | 25–18  |        | 96–86   |
| 5 Jun | Alemanha | 3–1    | Polônia   | 23–25  | 25–18  | 25–22  | 26–24  |        | 99–89   |
| 5 Jun | Cuba     | 3–2    | Argentina | 32–34  | 25–23  | 20–25  | 25–17  | 15–13  | 117–112 |
| 6 Jun | Alemanha | 3–0    | Polônia   | 28–26  | 30–28  | 25–18  |        |        | 83–72   |

2ª rodada
| Data   |           | Placar |          | 1º Set | 2º Set | 3º Set | 4º Set | 5º Set | Total   |
| ------ | --------- | ------ | -------- | ------ | ------ | ------ | ------ | ------ | ------- |
| 11 Jun | Argentina | 1–3    | Polônia  | 20–25  | 21–25  | 25–20  | 20–25  |        | 86–95   |
| 11 Jun | Cuba      | 3–0    | Alemanha | 26–24  | 25–18  | 25–19  |        |        | 76–61   |
| 12 Jun | Argentina | 2–3    | Polônia  | 25–22  | 22–25  | 25–20  | 23–25  | 12–15  | 107–107 |
| 12 Jun | Cuba      | 3–1    | Alemanha | 25–22  | 25–23  | 21–25  | 25–17  |        | 96–87   |

3ª rodada
| Data   |           | Placar |          | 1º Set | 2º Set | 3º Set | 4º Set | 5º Set | Total   |
| ------ | --------- | ------ | -------- | ------ | ------ | ------ | ------ | ------ | ------- |
| 18 Jun | Argentina | 0–3    | Alemanha | 20–25  | 20–25  | 22–25  |        |        | 62–75   |
| 18 Jun | Cuba      | 3–2    | Polônia  | 19–25  | 25–16  | 17–25  | 25–23  | 15–10  | 101–99  |
| 19 Jun | Argentina | 1–3    | Alemanha | 32–34  | 18–25  | 25–18  | 28–30  |        | 103–107 |
| 19 Jun | Cuba      | 0–3    | Polônia  | 25–27  | 23–25  | 12–25  |        |        | 60–77   |

4ª rodada
| Data   |          | Placar |           | 1º Set | 2º Set | 3º Set | 4º Set | 5º Set | Total   |
| ------ | -------- | ------ | --------- | ------ | ------ | ------ | ------ | ------ | ------- |
| 25 Jun | Alemanha | 2–3    | Cuba      | 23–25  | 25–17  | 24–26  | 25–23  | 13–15  | 110–106 |
| 26 Jun | Alemanha | 1–3    | Cuba      | 21–25  | 24–26  | 25–17  | 22–25  |        | 92–93   |
| 26 Jun | Polônia  | 3–1    | Argentina | 25–19  | 26–28  | 27–25  | 25–22  |        | 103–94  |
| 27 Jun | Polônia  | 3–1    | Argentina | 22–25  | 25–17  | 25–20  | 25–21  |        | 97–83   |

5ª rodada
| Data   |          | Placar |           | 1º Set | 2º Set | 3º Set | 4º Set | 5º Set | Total |
| ------ | -------- | ------ | --------- | ------ | ------ | ------ | ------ | ------ | ----- |
| 30 Jun | Alemanha | 3–1    | Argentina | 25–18  | 17–25  | 25–15  | 25–17  |        | 92–75 |
| 1 Jul  | Alemanha | 3–1    | Argentina | 25–19  | 23–25  | 25–21  | 25–19  |        | 98–84 |
| 3 Jul  | Polônia  | 0–3    | Cuba      | 21–25  | 22–25  | 24–26  |        |        | 67–76 |
| 4 Jul  | Polônia  | 1–3    | Cuba      | 19–25  | 22–25  | 25–22  | 16–25  |        | 82–97 |

6ª rodada
| Data  |           | Placar |          | 1º Set | 2º Set | 3º Set | 4º Set | 5º Set | Total   |
| ----- | --------- | ------ | -------- | ------ | ------ | ------ | ------ | ------ | ------- |
| 8 Jul | Polônia   | 2–3    | Alemanha | 21–25  | 25–20  | 22–25  | 25–23  | 11–15  | 104–108 |
| 8 Jul | Argentina | 2–3    | Cuba     | 18–25  | 20–25  | 32–30  | 25–23  | 8–15   | 103–118 |
| 9 Jul | Polônia   | 3–1    | Alemanha | 25–27  | 26–24  | 25–21  | 25–18  |        | 101–90  |
| 9 Jul | Argentina | 0–3    | Cuba     | 16–25  | 24–26  | 19–25  |        |        | 59–76   |

## Fase final
A fase final da Liga Mundial de 2010 foi disputada em Córdoba, na Argentina, entre os dias 21 e 25 de julho. Os campeões de cada grupo da fase intercontinental (4), o país-sede da fase final (Argentina) e mais o melhor segundo colocado entre todos os grupos formaram as seis equipes que disputaram essa fase.

### Países classificados
| País      | Classificação           |
| --------- | ----------------------- |
| Argentina | País-sede da fase final |
| Brasil    | Campeão do Grupo A      |
| Itália    | Campeão do Grupo B      |
| Rússia    | Campeão do Grupo C      |
| Cuba      | Campeão do Grupo D      |
| Sérvia    | Melhor 2º colocado      |

### Grupo E
|     |           |     | Jogos | Jogos | Jogos | Pontos | Pontos | Pontos | Sets | Sets | Sets  |
| Pos | Equipe    | Pts | T     | V     | D     | V      | P      | R      | V    | P    | R     |
| --- | --------- | --- | ----- | ----- | ----- | ------ | ------ | ------ | ---- | ---- | ----- |
| 1   | Brasil    | 4   | 2     | 2     | 0     | 212    | 203    | 1.044  | 6    | 4    | 1.500 |
| 2   | Sérvia    | 4   | 2     | 1     | 1     | 184    | 168    | 1.095  | 5    | 3    | 1.667 |
| 3   | Argentina | 1   | 2     | 0     | 2     | 160    | 185    | 0.865  | 2    | 6    | 0.333 |

As partidas seguem o fuso horário da Argentina (UTC-3).
| 21 de julho 21:00 Relatório | Brasil         | 3 – 2                         | Argentina      | Orfeo Superdomo Público: 9.200 Árbitro(s): TUR Sokullu e HUN Hobor |
| 21 de julho 21:00 Relatório | 25 23 25 19 15 | Set 1 Set 2 Set 3 Set 4 Set 5 | 17 25 20 25 10 | Orfeo Superdomo Público: 9.200 Árbitro(s): TUR Sokullu e HUN Hobor |

| 22 de julho 21:00 Relatório | Sérvia         | 2 – 3                         | Brasil         | Orfeo Superdomo Público: 6.500 Árbitro(s): KOR Kim e NED Loderus |
| 22 de julho 21:00 Relatório | 25 22 25 20 14 | Set 1 Set 2 Set 3 Set 4 Set 5 | 21 25 18 25 16 | Orfeo Superdomo Público: 6.500 Árbitro(s): KOR Kim e NED Loderus |

| 23 de julho 21:00 Relatório | Argentina  | 0 – 3                         | Sérvia  | Orfeo Superdomo Público: 9.700 Árbitro(s): HUN Hobor e KOR Kim |
| 23 de julho 21:00 Relatório | 19 18 26 – | Set 1 Set 2 Set 3 Set 4 Set 5 | 25 28 – | Orfeo Superdomo Público: 9.700 Árbitro(s): HUN Hobor e KOR Kim |

### Grupo F
|     |        |     | Jogos | Jogos | Jogos | Pontos | Pontos | Pontos | Sets | Sets | Sets  |
| Pos | Equipe | Pts | T     | V     | D     | V      | P      | R      | V    | P    | R     |
| --- | ------ | --- | ----- | ----- | ----- | ------ | ------ | ------ | ---- | ---- | ----- |
| 1   | Rússia | 4   | 2     | 2     | 0     | 221    | 192    | 1.151  | 6    | 4    | 1.500 |
| 2   | Cuba   | 4   | 2     | 1     | 1     | 182    | 182    | 1,000  | 5    | 3    | 1.667 |
| 3   | Itália | 1   | 2     | 0     | 2     | 167    | 196    | 0.852  | 2    | 6    | 0.333 |

| 21 de julho 17:30 Relatório | Itália        | 2 – 3                         | Rússia         | Orfeo Superdomo Público: 3.500 Árbitro(s): NED Loderus e JPN Sakaide |
| 21 de julho 17:30 Relatório | 14 25 24 25 7 | Set 1 Set 2 Set 3 Set 4 Set 5 | 25 22 26 23 15 | Orfeo Superdomo Público: 3.500 Árbitro(s): NED Loderus e JPN Sakaide |

| 22 de julho 17:30 Relatório | Rússia      | 3 – 2                         | Cuba           | Orfeo Superdomo Público: 3.000 Árbitro(s): JPN Sakaide e TUR Sokullu |
| 22 de julho 17:30 Relatório | 23 25 22 15 | Set 1 Set 2 Set 3 Set 4 Set 5 | 25 14 20 25 13 | Orfeo Superdomo Público: 3.000 Árbitro(s): JPN Sakaide e TUR Sokullu |

| 23 de julho 17:30 Relatório | Cuba       | 3 – 0                         | Itália     | Orfeo Superdomo Público: 4.500 Árbitro(s): JPN Sakaide e NED Loderus |
| 23 de julho 17:30 Relatório | 25 35 25 – | Set 1 Set 2 Set 3 Set 4 Set 5 | 17 33 22 – | Orfeo Superdomo Público: 4.500 Árbitro(s): JPN Sakaide e NED Loderus |

### Finais
|  | Semifinais  | Semifinais  |   |             | Final          | Final |  |
|  |             |             |   |             |                |       |  |
|  | 24 de julho |             |   |             |                |       |  |
|  | Brasil      | 3           |   |             |                |       |  |
|  | Cuba        | 1           |   |             |                |       |  |
|  |             |             |   |             |                |       |  |
|  |             |             |   |             | 25 de julho    |       |  |
|  |             |             |   |             | Brasil         | 3     |  |
|  |             | Rússia      | 1 |             |                |       |  |
|  |             |             |   |             |                |       |  |
|  |             |             |   |             |                |       |  |
|  |             |             |   |             | Terceiro lugar |       |  |
|  | 24 de julho | 24 de julho |   | 25 de julho | 25 de julho    |       |  |
|  | Rússia      | 3           |   | Cuba        | 2              |       |  |
|  | Sérvia      | 0           |   |             | Sérvia         | 3     |  |

#### Semifinais
| 24 de julho 17:30 Relatório | Rússia  | 3 – 0                         | Sérvia     | Orfeo Superdomo Público: 4.000 Árbitro(s): TUR Sokullu e ITA Santi |
| 24 de julho 17:30 Relatório | 26 25 – | Set 1 Set 2 Set 3 Set 4 Set 5 | 24 15 20 – | Orfeo Superdomo Público: 4.000 Árbitro(s): TUR Sokullu e ITA Santi |

| 24 de julho 21:00 Relatório | Brasil  | 3 – 1                         | Cuba          | Orfeo Superdomo Público: 8.000 Árbitro(s): HUN Hobor e KOR Kim |
| 24 de julho 21:00 Relatório | 21 25 – | Set 1 Set 2 Set 3 Set 4 Set 5 | 25 19 21 20 – | Orfeo Superdomo Público: 8.000 Árbitro(s): HUN Hobor e KOR Kim |

#### Disputa pelo terceiro lugar
| 25 de julho 17:30 Relatório | Sérvia         | 3 – 2                         | Cuba           | Orfeo Superdomo Público: 3.500 Árbitro(s): JPN Sakaide e HUN Hobor |
| 25 de julho 17:30 Relatório | 28 25 22 25 15 | Set 1 Set 2 Set 3 Set 4 Set 5 | 30 20 25 22 12 | Orfeo Superdomo Público: 3.500 Árbitro(s): JPN Sakaide e HUN Hobor |

#### Final
| 25 de julho 21:00 Relatório | Rússia     | 1 – 3                         | Brasil     | Orfeo Superdomo Público: 9.200 Árbitro(s): KOR Kim e TUR Sokullu |
| 25 de julho 21:00 Relatório | 22 25 23 – | Set 1 Set 2 Set 3 Set 4 Set 5 | 25 16 25 – | Orfeo Superdomo Público: 9.200 Árbitro(s): KOR Kim e TUR Sokullu |

## Classificação final
| Campeão | Vice-campeão | Terceiro lugar |
| Brasil Bruno Rezende · Sidnei dos Santos Jr. · Leandro Vissotto · Giba Godoy Filho · Murilo Endres · Théo Lopes · Thiago Soares Alves · João Paulo Tavares · Rodrigo Santana · Maurício Borges · Lucas Saatkamp · Marlon Muraguti Yared · Dante Amaral · Mário Pedreira Júnior | Rússia Semen Poltavskiy · Dmitry Krazikov · Taras Khtey · Sergey Grankin · Aleksey Kazakov · Denis Biryukov · Yury Berezhko · Alexander Yanutov · Dmitriy Muserskiy · Anton Astashenkov · Aleksandr Volkov · Sergey Makarov · Maxim Mikhaylov · Valery Komarov | Sérvia Nikola Kovačević · Bojan Janić · Vlado Petković · Miloš Terzić · Dragan Stanković · Miloš Nikić · Mihajlo Mitić · Tomislav Dokić · Saša Starović · Borislav Petrović · Marko Podraščanin · Nikola Rosić |

| 4  | Cuba           |
| 5  | Argentina      |
| 6  | Itália         |
| 7  | Bulgária       |
| 8  | Estados Unidos |
| 9  | Alemanha       |
| 10 | Polônia        |
| 11 | Países Baixos  |
| 12 | França         |
| 13 | Finlândia      |
| 14 | Egito          |
| 15 | China          |
| 16 | Coreia do Sul  |

Fonte: FIVB.org

## Prêmios individuais
| MVP (Most Valuable Player) | Murilo Endres         | Brasil |
| Melhor atacante            | Maxim Mikhaylov       | Rússia |
| Melhor bloqueio            | Dmitriy Muserskiy     | Rússia |
| Melhor sacador             | Yoandy Leal           | Cuba   |
| Melhor líbero              | Mário Pedreira Júnior | Brasil |
| Melhor levantador          | Sergey Grankin        | Rússia |
| Maior pontuador            | Maxim Mikhaylov       | Rússia |

## Estatísticas por fundamento

### Fase final
| Posição | Jogador               | Pontos |
| ------- | --------------------- | ------ |
| 1       | RUS Maxim Mikhaylov   | 80     |
| 2       | BRA Dante Amaral      | 61     |
| 3       | SRB Sasa Starovic     | 60     |
| 4       | CUB Wilfredo León     | 57     |
| 5       | RUS Dmitriy Muserskiy | 54     |

| Posição | Jogador                | Aproveitamento (%) |
| ------- | ---------------------- | ------------------ |
| 1       | ARG Rodrigo Quiroga    | 60,47              |
| 2       | RUS Maxim Mikhaylov    | 53,23              |
| 3       | SRB Nikola Kovacević   | 50,00              |
| 4       | CUB Fernando Hernández | 49,48              |
| 5       | ARG Federico Pereyra   | 49,15              |

| Posição | Jogador               | Média de pontos por set |
| ------- | --------------------- | ----------------------- |
| 1       | RUS Dmitriy Muserskiy | 0,94                    |
| 2       | SRB Marko Podrascanin | 0,88                    |
| 3       | RUS Maxim Mikhaylov   | 0,65                    |
| 4       | RUS Alexander Volkov  | 0,65                    |
| 5       | ITA Luigi Mastrangelo | 0,63                    |

| Posição | Jogador               | Média de pontos por set |
| ------- | --------------------- | ----------------------- |
| 1       | CUB Joandry Leal      | 0,41                    |
| 2       | ITA Matej Cernic      | 0,38                    |
| 3       | CUB Robertlandy Simón | 0,35                    |
| 4       | BRA Leandro Vissotto  | 0,28                    |
| 5       | BRA Murilo Endres     | 0,28                    |

| Posição | Jogador                   | Média de defesas por set |
| ------- | ------------------------- | ------------------------ |
| 1       | ARG Alexis González       | 2,63                     |
| 2       | BRA Mário Pedreira Júnior | 2,33                     |
| 3       | CUB Keibir Gutiérrez      | 2,06                     |
| 4       | SRB Nikola Rosic          | 1,94                     |
| 5       | ITA Davide Marra          | 1,88                     |

| Posição | Jogador                | Levantamentos por set |
| ------- | ---------------------- | --------------------- |
| 1       | ARG Luciano De Cecco   | 9,13                  |
| 2       | RUS Sergey Grankin     | 7,82                  |
| 3       | SRB Vlado Petkovic     | 7,81                  |
| 4       | ITA Valerio Vermiglio  | 7,63                  |
| 5       | CUB Raydel Hierrezuelo | 6,65                  |

| Posição | Jogador                   | Aproveitamento (%) |
| ------- | ------------------------- | ------------------ |
| 1       | BRA Mário Pedreira Júnior | 66,67              |
| 2       | BRA Murilo Endres         | 65,60              |
| 3       | ARG Rodrigo Quiroga       | 57,89              |
| 4       | ITA Matej Cernic          | 57,14              |
| 5       | RUS Taras Khtey           | 51,90              |

| Posição | Jogador                   | Média de recepções por set |
| ------- | ------------------------- | -------------------------- |
| 1       | BRA Mário Pedreira Júnior | 6,94                       |
| 2       | ITA Davide Marra          | 4,63                       |
| 3       | RUS Valery Komarov        | 4,47                       |
| 4       | ARG Alexis González       | 4,00                       |
| 5       | SRB Nikola Rosic          | 3,88                       |